# Schlacht bei Cascina
Die Schlacht v. Cascina sollte ein Fresko von Michelangelo im Saal der Fünfhundert („Sala dei Cinquecento“) im Palazzo Vecchio in Florenz werden. Es wurde jedoch von Michelangelo 1500/1505 nur eine verlorengegangene Vorlage geschaffen, von der nur verschiedene Kopien existieren. Die beste ist die des Aristotile da Sangallo, aus dem Jahre 1542.

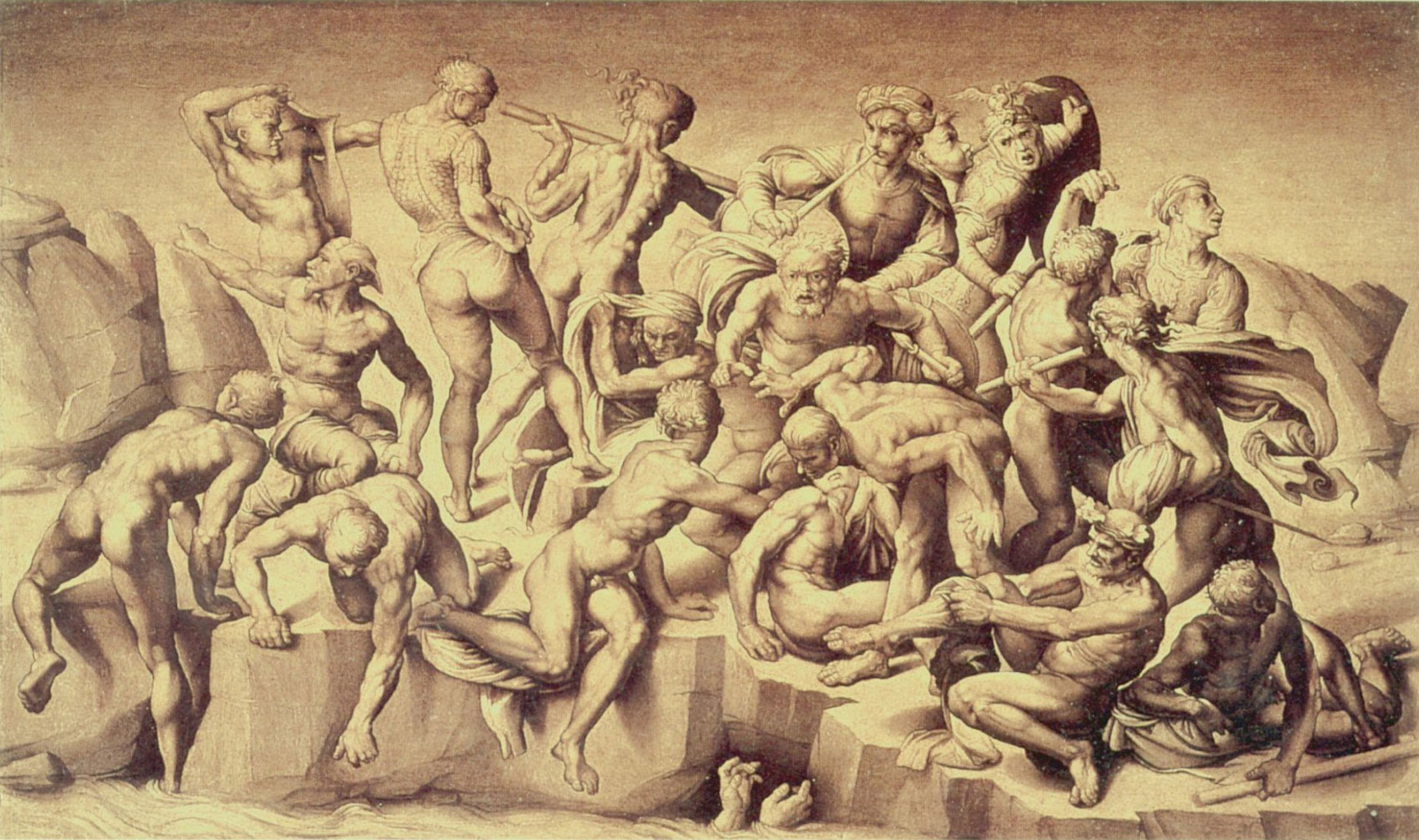
Schlacht v. Cascina, gemalt von Michelangelo (hier eine Kopie des Aristotile da Sangallo)

## Bilder

Michelangelos Studien zur Schlacht bei Cascina
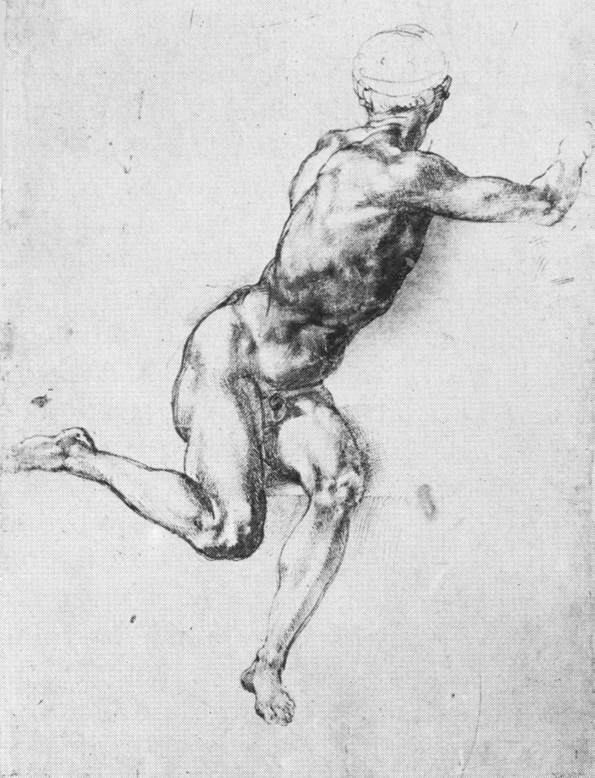
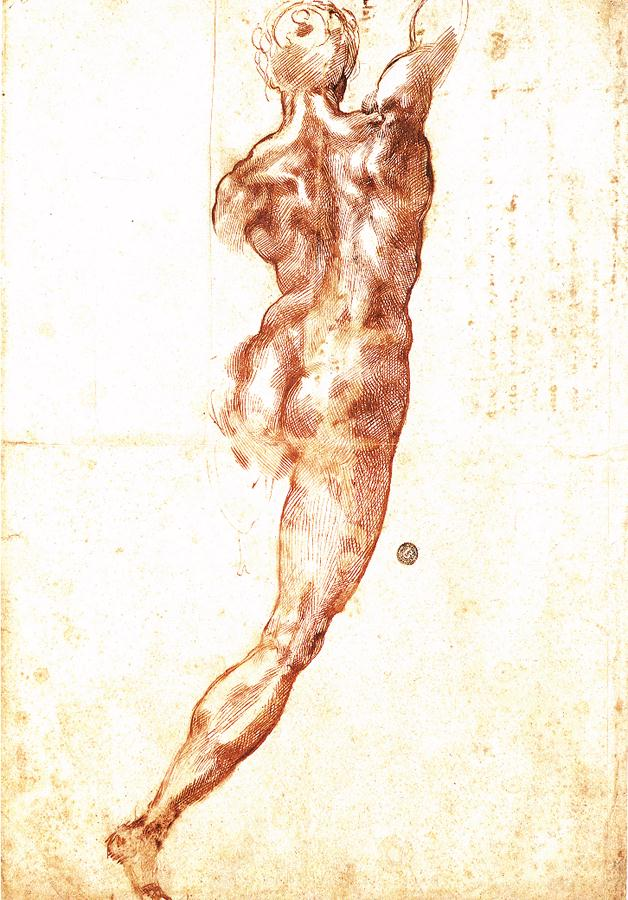
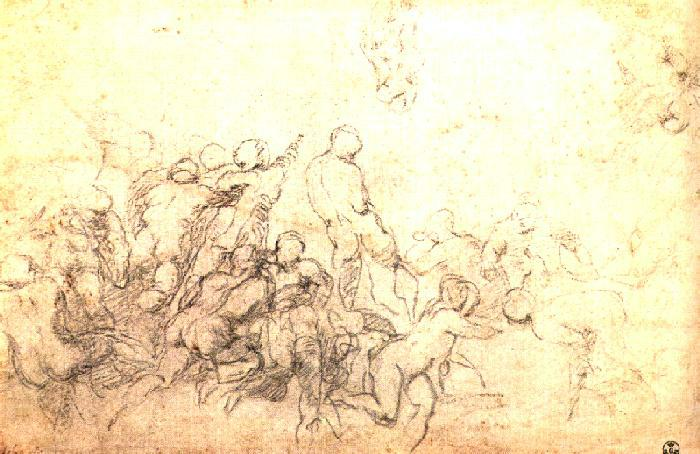
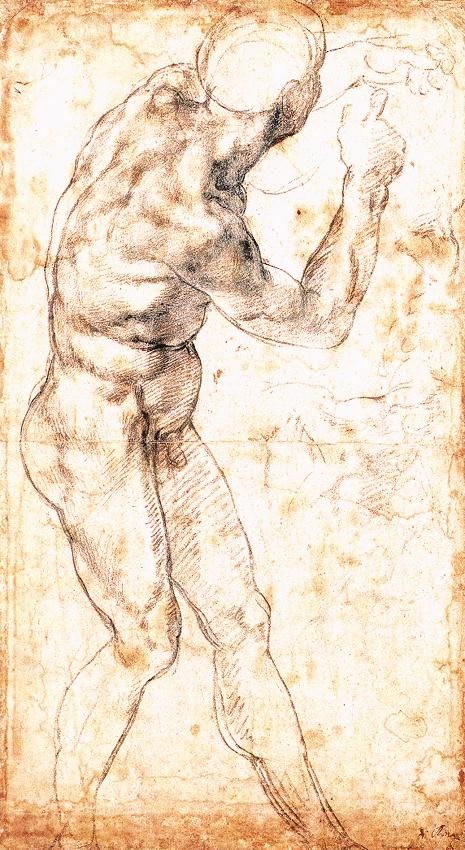
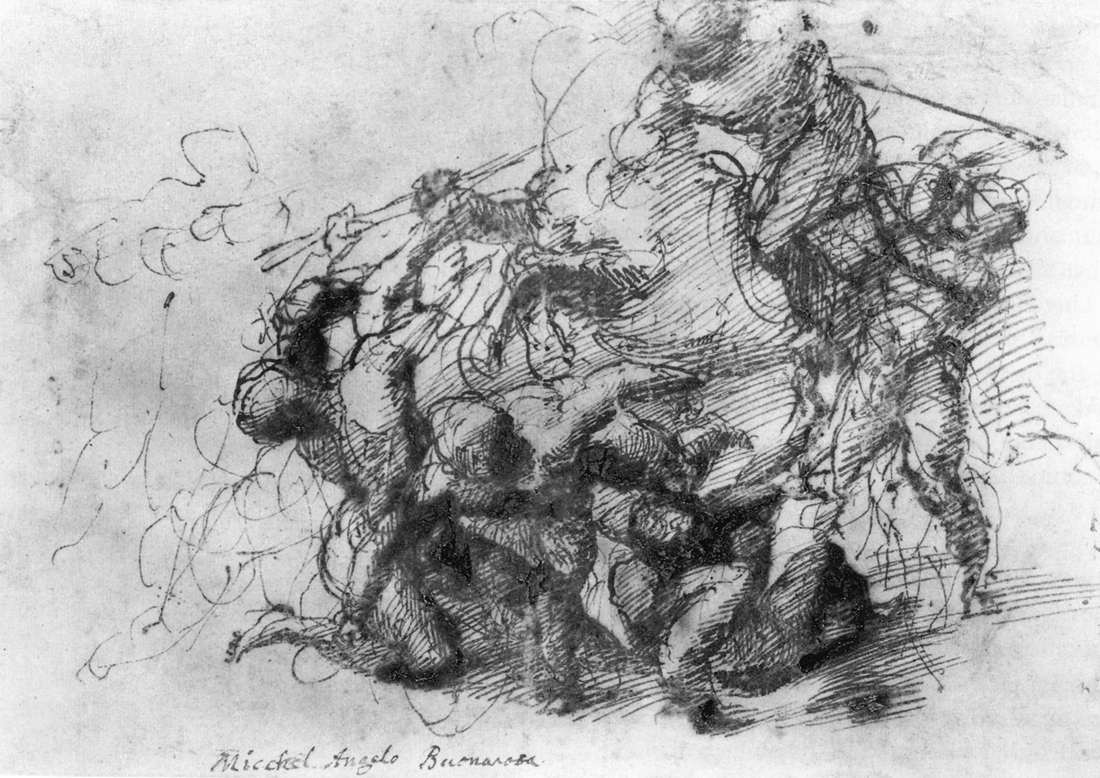
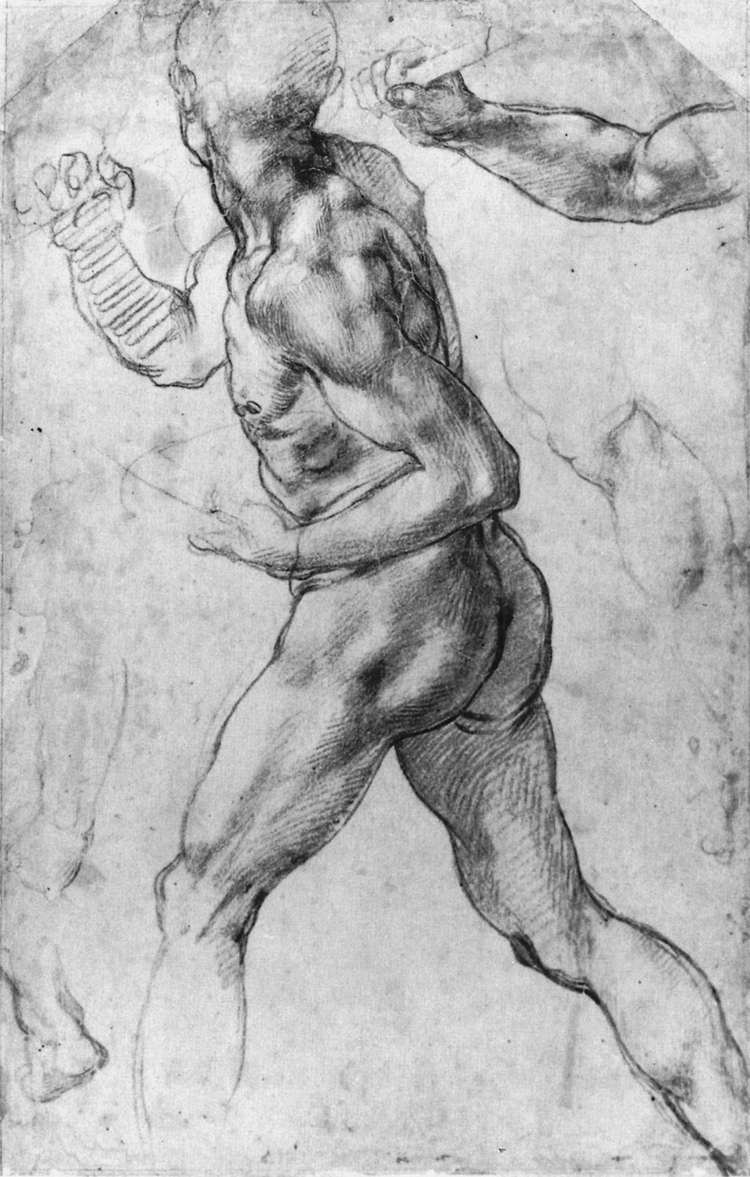